# Église Saint-Michel de Bazus-Aure
L'église Saint-Michel de Bazus-Aure est une église catholique située à Bazus-Aure, dans le département français des Hautes-Pyrénées en France .

## Localisation
L'église Saint-Michel de Bazus-Aure est située à l'extrémité nord du village, sur la rive droite de la Neste.

## Historique
L'église était autrefois une annexe de la paroisse de Guchan jusqu'à la Révolution. Elle a été bâtie à l'époque  romane comme la plupart des églises de la vallée d'Aure.
  
L'église a été agrandie à partir du XVIe siècle par la construction d'un bas-côté au nord.
  
L'édifice est inscrit au titre des monuments historiques le 26 janvier 2004.

## Architecture
L'ancienne entrée principale, cote cimetière sud, est aujourd'hui murée. Elle est surmontée d'un tympan orné d'un chrisme (monogramme du Christ). L'accès actuel se fait par le portail à l'ouest daté de 1834.

À l'intérieur, le maître-autel est orné d'un retable composé de trois panneaux architecturés séparés par des pilastres corinthiens. Un autre retable orne l'autel secondaire.

L'église possède également une statue d'une Vierge à l'Enfant en bois polychrome du XIVe siècle.

Le retable principal dans le chœur et le retable de Notre-Dame dans le bas-côté nord sont inscrits par arrêté du 26 janvier 2004.

## Galerie de photos

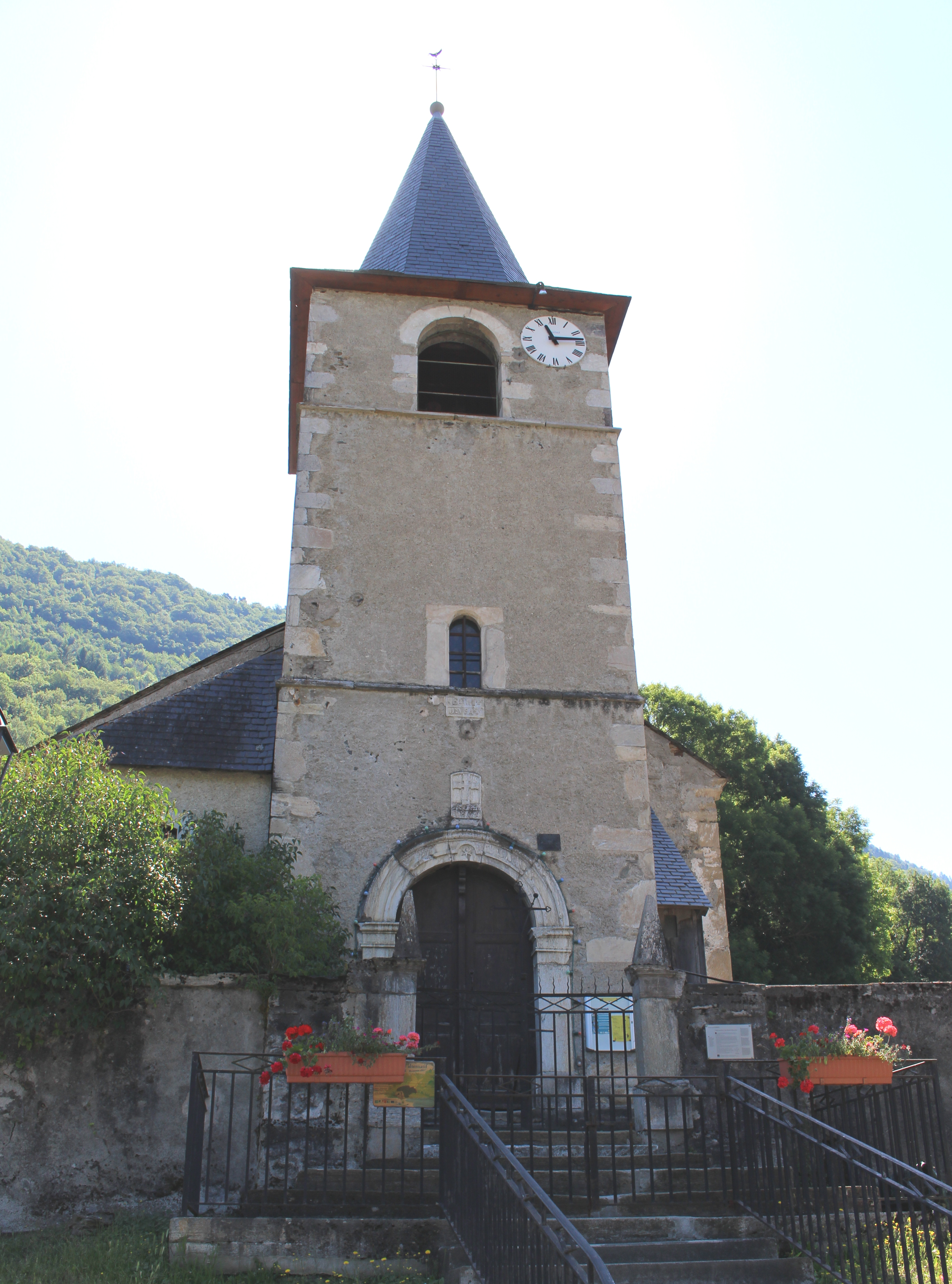
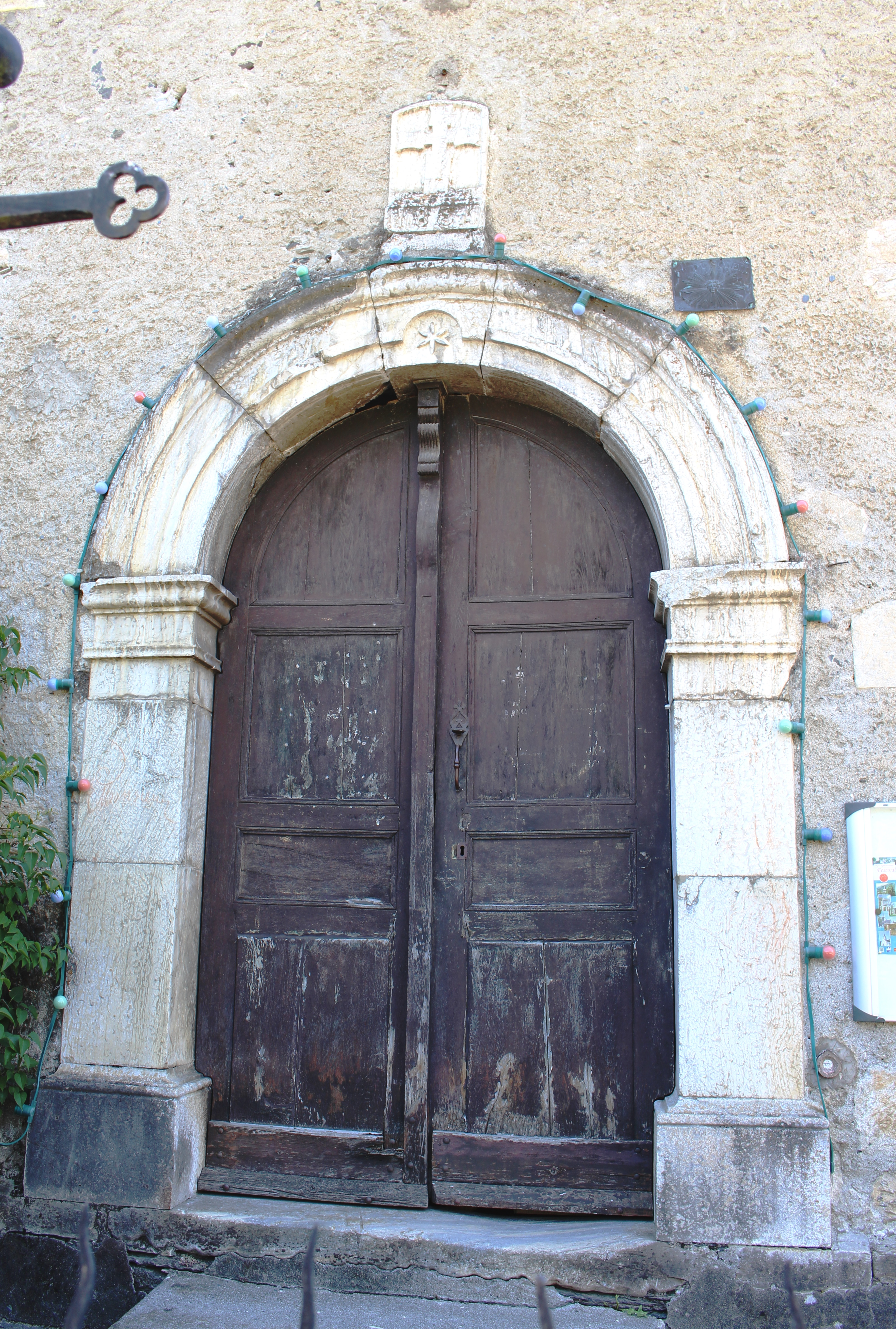
La porte.
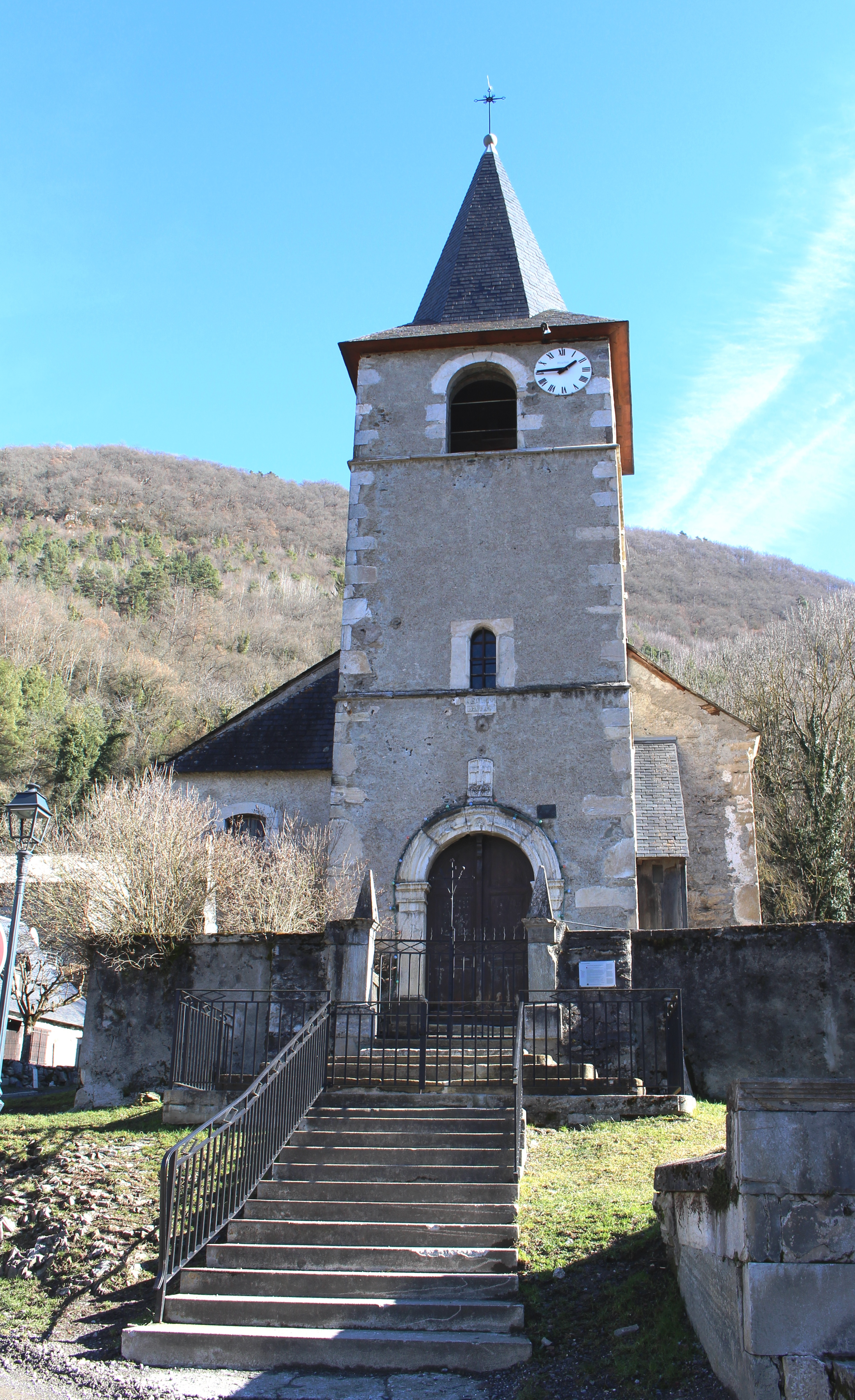